# Normetadon

Strukturformel för normetadon.

Normetadon, summaformel C20H25NO, är en metadonmetabolit och är en aktiv substans i vissa hostmediciner. Ämnet tillhör gruppen opioider och är narkotikaklassat.
Substansen är narkotikaklassad och ingår i förteckningen N I i 1961 års allmänna narkotikakonvention, samt i förteckning II i Sverige.